# 外津橋
外津橋（ほかわづばし）は、佐賀県唐津市鎮西町と玄海町を隔てる外津浦にかかる、国道204号の橋である。世界で初めてとなるトラス張出し工法によって造られたアーチ橋であり、橋長は252メートルである。1974年（昭和49年）全建賞および土木学会田中賞作品部門を受賞している。

## 概要
同じ国道204号で東隣に名護屋大橋の建設が進む中で、同橋とは異なる新しい形式が提案された。前述工法の利点としては、従来のピロン工法が用いるピロン（仮設柱）仮設やバランスをとるための橋台側斜材の張力管理が不要になり、作業性も良く、斜材支持のための大規模な足場も不要なことなどが挙げられた。1972年（昭和47年）4月に着工。工事が進められるに従い、せり出したアーチリブを目にした住民の中には「崩れ落ちてしまうのではないか」と不安を抱く者もいたというが、1974年（昭和49年）5月1日無事竣工に至った。
2006年（平成18年）8月、福岡の海の中道大橋で乗用車が飲酒運転の車に追突され欄干を突き破って海中に転落し、幼児3人が死亡した事故を受けて、国土交通省がこの橋の欄干の強度を調べたところ、海の中道大橋と同じく歩行者用の強度しかないことが判明した。さらに、過去に2件同じような乗用車海中転落死亡事故が起きていたことが分かった。
玄海町側より鎮西町方面へ向かう側左手に、串崎の大規模風車を見ることができる。撮影を目的とした観光客も多く訪れている。